# Jeong Dong-ho
Đây là một tên người Triều Tiên, họ là Jeong.
Jeong Dong-Ho (tiếng Hàn: 정동호; phát âm tiếng Hàn Quốc: [tɕʌŋ.doŋ.ɦo] or [tɕʌŋ] [toŋ.ɦo]; sinh ngày 7 tháng 3 năm 1990) là một cầu thủ bóng đá Hàn Quốc. Hiện tại anh thi đấu cho Ulsan Hyundai.
Vào tháng 1 năm 2011, Jeong gia nhập đội bóng tại J2 League Gainare Tottori theo dạng cho mượn đến ngày 1 tháng 1 năm 2012.
Vào tháng 1 năm 2012, Jeong được cho mượn đến đội bóng tại Giải bóng đá ngoại hạng Trung Quốc Hangzhou Greentown đến hết của mùa giải 2012.

## Thống kê câu lạc bộ
Tính đến 1 tháng 1 năm 2012
| Thành tích câu lạc bộ | Thành tích câu lạc bộ   | Thành tích câu lạc bộ              | Giải vô địch | Giải vô địch | Cúp                   | Cúp                   | Cúp Liên đoàn | Cúp Liên đoàn | Tổng cộng | Tổng cộng |
| Mùa giải              | Câu lạc bộ              | Giải vô địch                       | Số trận      | Bàn thắng    | Số trận               | Bàn thắng             | Số trận       | Bàn thắng     | Số trận   | Bàn thắng |
| Nhật Bản              | Nhật Bản                | Nhật Bản                           | Giải vô địch | Giải vô địch | Cúp Hoàng đế Nhật Bản | Cúp Hoàng đế Nhật Bản | Cúp Liên đoàn | Cúp Liên đoàn | Tổng cộng | Tổng cộng |
| --------------------- | ----------------------- | ---------------------------------- | ------------ | ------------ | --------------------- | --------------------- | ------------- | ------------- | --------- | --------- |
| 2009                  | Yokohama F. Marinos     | J1 League                          | 5            | 0            | 1                     | 0                     | 2             | 0             | 8         | 0         |
| 2010                  | Yokohama F. Marinos     | J1 League                          | 0            | 0            | 0                     | 0                     | 0             | 0             | 0         | 0         |
| 2011                  | Gainare Tottori         | J2 League                          | 25           | 1            | 2                     | 0                     | -             | -             | 27        | 1         |
| Trung Quốc            | Trung Quốc              | Trung Quốc                         | Giải vô địch | Giải vô địch | Cúp                   | Cúp                   | Cúp Liên đoàn | Cúp Liên đoàn | Tổng cộng | Tổng cộng |
| 2012                  | Hangzhou Greentown F.C. | Giải bóng đá ngoại hạng Trung Quốc | 28           | 0            | 3                     | 0                     | -             | -             | 31        | 0         |
| Tổng cộng             | Nhật Bản                | Nhật Bản                           | 30           | 1            | 3                     | 0                     | 2             | 0             | 35        | 1         |
| Tổng cộng             | Trung Quốc              | Trung Quốc                         | 28           | 0            | 3                     | 0                     | 0             | 0             | 31        | 0         |
| Tổng cộng sự nghiệp   | Tổng cộng sự nghiệp     | Tổng cộng sự nghiệp                | 58           | 1            | 6                     | 0                     | 2             | 0             | 66        | 1         |